# Just a Friend of Mine
«Just a Friend of Mine» (с англ. — «Просто мой друг») — дебютный сингл бельгийской блюз-роковой группы Vaya Con Dios.
Сингл был выпущен в 1987 году на лейбле Ariola Records, и позже Vaya Con Dios включили его в свой дебютный альбом Vaya Con Dios. 
Песня «You Let Me Down» доступна только на би-сайде сингла. «Just A Friend of Mine» записана в стиле поп-рок и smooth jazz, а также присутствуют звуки цыганской и латинской музыки.

## Список композиций
Грампластинка
1. «Just a Friend of Mine» — 3:20
2. «You Let Me Down» — 2:34

12-ich single
1. «Just a Friend of Mine» (Long Version) — 6:01
2. «Just a Friend of Mine» — 3:20
3. «You Let Me Down» — 2:34

## Чарты
| Чарт                 | Наивысшая позиция |
| -------------------- | ----------------- |
| French Singles Chart | 7                 |

## Участники записи
- Дани Кляйн (Dani Klein) — вокал, композитор
- Дирк Схофс (Dirk Schoufs), Вилли Ламбрегт (Willy Lambregt) — композиторы
- Фил Гоусез (Phil Gosez) - продюсер